# Campionati italiani assoluti di scherma del 1940
I Campionati italiani assoluti di scherma del 1940 sono stati organizzati dalla Federazione Italiana Scherma.
Nel fioretto, si sono aggiudicati i titoli dei campionati italiani Giorgio Bocchino, che vince il suo terzo titolo dopo le edizioni del 1935 e 1938, e Velleda Cesari, che ha bissato il titolo dell'anno precedente, .
Il titolo della spada è andato a Dario Mangiarotti, alla sua terza affermazione dopo quelle del 1936 e 1938.
Nella sciabola Vincenzo Pinton ha vinto il suo terzo titolo nazionale maschile, dopo quelli del 1936 e 1939.

## Podi

### Uomini
| Specialità  | Oro               | Argento | Bronzo |
| Individuali |                   |         |        |
| Fioretto    | Giorgio Bocchino  | -       | -      |
| Spada       | Dario Mangiarotti | -       | -      |
| Sciabola    | Vincenzo Pinton   | -       | -      |

### Donne
| Specialità  | Oro            | Argento | Bronzo |
| Individuali |                |         |        |
| Fioretto    | Velleda Cesari | -       | -      |